# Миддлтон, Чарльз, 1-й барон Бархэм
Чарльз Миддлтон, 1-й барон Бархэм (англ. Charles Middleton, 1st Baron Barham) (14 октября 1726 — 17 июня 1813) — британский морской офицер и политический деятель, член Парламента, первый лорд Адмиралтейства.
Родился в Лейте, Мидлотиан. Сын Роберта Миддлтона, сборщика таможенных пошлин в Бонесс, Линлитгошир, и Хелен, дочери Чарльза Дандаса.

## Флотская служба
Поступил в Королевский флот в 1741 году в качестве капитанского слуги на 90-пушечных кораблях HMS Sandwich и HMS Duke, затем служил на фрегате «Флэмборо» (англ. HMS Flamborough) в чине мичмана и в должности штурманского помощника. В 1745 году, на борту фрегата HMS Chesterfield, произведен в лейтенанты. С 1748 года — на Западноафриканской станции.
Во время Семилетней войны, с 1754 года Миддлтон находился на HMS Anson. Присутствовал во время его задержания и захвата двумя французскими кораблями в Луисбурге, после чего переведен на Подветренные острова. В январе 1757 года произошёл инцидент из-за рациона рома, Миддлтон не сдержался и ударил матроса; в результате матрос попал под трибунал, а Миддлтон был переведён командиром на шлюп HMS Speaker.
В 1759 году он получил в командование фрегат HMS Arundel и стал полным капитаном. На следующий год, командуя HMS Emerald, отличился в Вест-Индии, взяв 16 французских судов и несколько приватиров, и получил благодарность купцов британской колонии Барбадос. С марта 1762 года Миддлтон принял в командование фрегат HMS Adventure, патрулировал побережье Нормандии.
В декабре 1761 года Миддлтон женился на Маргарет Гамбье, племяннице капитана Мида (англ. Mead), с которым познакомился на борту Sandwich лет за 20 до этого. Маргарет переехала в Тестон в графстве Кент, чтобы быть рядом с подругой Элизабет Бувери. В 1763 году, после службы на Adventure, он переехал к Маргарет в Тестон, и следующие 12 лет был арендатором земель, принадлежащих миссис Бувери, сделавшись сельским джентльменом.
В 1775 году, с началом Американской революционной войны, Миддлтон командовал брандвахтой (HMS Ardent) в Норе, стоянке Королевского флота в устье Темзы, а затем в 1778 году был назначен контроллёром флота и председательствовал в Военно-морском комитете (англ. Navy Board), занимая этот пост 12 лет. Был известен как знающий и деловой администратор. Он выступал в частности за реорганизацию Транспортной службы (англ. Transport Board), и добился переоборудования устаревших 44-пушечных кораблей в отряд транспортов, подчиненных непосредственно флоту.
В 1781 году был пожалован баронетом, с особым правом наследования, в случае отсутствия мужского потомства, для зятя Джерарда Ноэля (англ. Gerard Noel).
В 1784 году сэр Чарльз Миддлтон был избран в Парламент от консерваторов в Рочестере и занимал место в течение 6 лет. 24 сентября 1787 года сэр Чарльз был произведён в чин контр-адмирала белой эскадры, а 21 сентября 1790 года — в чин контр-адмирала красной эскадры. 1 февраля 1793 года был произведён в чин вице-адмирала белой эскадры, а на следующий год стал лордом Адмиралтейства.
В 1795 году сэр Чарльз был произведён в чин адмирала синей эскадры, а 14 февраля 1799 года — в чин адмирала белой эскадры. Наконец, в 1805 году, перед Трафальгаром, был назначен Первым лордом Адмиралтейства, и был жалован бароном Бархэм, в Бархэм-корт, Тестон, Кент, с особым правом наследования, при отсутствии мужского потомства, для единственного ребёнка, дочери Дианы Ноэль, второй баронессы Бархэм, и её наследников мужского пола. В сентябре 1805 года лорд Бархэм стал красным адмиралом. Он умер 8 лет спустя, в возрасте 86 лет в своем доме в Бархэм-корт.

## Аболиционист
Помимо службы в Королевском флоте, сэр Чарльз Миддлтон сыграл важную роль в отмене работорговли в Британской империи. На него повлияла брошюра, написанная преподобным Джеймсом Рамзеем, который был у Миддлтона хирургом на борту HMS Arundel в Вест-Индии, но потом принял духовный сан и служил на острове Сент-Кристофер (ныне Сент-Киттс) в Карибах, где лично наблюдал примеры жестокого обращения с рабами. По возвращении в [1777 году, истощённый долгим конфликтом с влиятельными плантаторами и дельцами, Рамзей вернулся в Великобританию и недолго жил с сэром Чарльзом и леди Миддлтон в Тестоне. Затем он стал викарием Тестона и ректором Нетлстеда в Кенте. Средства на жизнь ему предоставлял Миддлтон.
Брошюра Рамзея, «Эссе по обращению и приведению в христианскую веру африканских рабов в британских сахарных колониях», опубликованная в 1784 году, особенно повлияла на леди Миддлтон. Чувствуя себя неподходящим кандидатом для поднятия вопроса о работорговле в Парламенте, и зная, что борьба будет долгой и трудной, сэр Чарльз предложил молодого парламентария Уильяма Уилберфорса как человека, которого можно убедить взять это на себя. (Первым ли он предложил этот вопрос Уилберфорсу для рассмотрения или нет, является спорным). В 1787 году Уилберфорс был представлен Джеймсу Рамзею и Томасу Кларксону (англ. Clarkson) в Тестоне, а также познакомился с растущей группой сторонников аболиционизма, среди них Эдвард Элиот (англ. Edward Eliot), Ханна Мор (англ. Hannah More) — евангелическая писательница и филантроп — и Бейлби Портеус (англ. Beilby Porteus), епископ Лондонский.
Кларксон впервые обнародовал своё намерение посвятить жизнь борьбе за эмансипацию рабов в доме Миддлтонов, Бархэм-корт, с видом на реку Медуэй в Тестоне, Кент. Для подкрепления запроса об отмене работорговли, Кларксон на протяжении многих лет вёл исследования, собирал доказательства путём опроса тысяч моряков, участвовавших в работорговле. Это стало возможным благодаря данному Миддлтоном разрешению на доступ к королевским верфям.
Бархэм-корт по сути использовался как штаб аболиционистской кампании, проводимой лордом и леди Бархэм. Уилберфорс, Кларксон, Элиот и Портеус проводили многочисленные совещания и заседания по вопросам стратегии, прежде чем представить законодательство на рассмотрение Парламента.
Хотя Миддлтон никогда не участвовал непосредственно в борьбе за отмену работорговли (отменена в 1807) и самого рабства (в 1833), он привлёк к нему внимание будучи членом Парламента, и сыграл важную роль как закулисный посредник. Им двигали его евангелические убеждения. Миддлтон проявил себя христианином не только тогда, но и раньше, будучи капитаном, а затем контроллёром и лордом Адмиралтейства.

## Память
В честь лорда Бархэма были названы три корабля Королевского флота, в том числе линкор HMS Barham, и четвёртый был запланирован, но отменён.